# Michaelus jebus
Michaelus jebus is een vlinder uit de familie van de Lycaenidae. De wetenschappelijke naam van de soort werd als Polyommatus jebus in 1823 gepubliceerd door Jean-Baptiste Godart.

## Synoniemen
- Thecla megamede Prittwitz, 1865